# Mentzichthys
Mentzichthys è un genere di pesci ossei estinto, appartenente agli attinotterigi. Visse nel Devoniano superiore (circa 360 - 355 milioni di anni fa) e i suoi resti fossili sono stati ritrovati in Sudafrica.

## Descrizione
Questo pesce era solitamente lungo circa una decina di centimetri, e possedeva un aspetto particolarmente snello. La testa era stretta e allungata, mentre il muso era molto corto; le orbite erano grandi e posizionate molto anteriormente, e addirittura sporgevano oltre il margine anteriore delle fauci. La pinna dorsale era molto arretrata, sostanzialmente opposta alla pinna anale; entrambe queste pinne erano di grandi dimensioni. Le pinne pettorali, invece, erano piuttosto piccole, come anche quelle ventrali poste all'incirca a metà del corpo. La pinna caudale era eterocerca, ma il lobo superiore e quello inferiore erano di grandezza quasi uguale. Le scaglie erano di forma pressoché quadrata e di piccole dimensioni, ed erano disposte in file oblique.

## Classificazione
Il genere Mentzichthys venne descritto per la prima volta nel 1965 da Jubb, sulla base di resti fossili ritrovati in terreni del Devoniano superiore in Sudafrica; la specie tipo è Mentzichtys walshi, ma nel 1969 Gardiner descrisse altre specie (M. theroni, M. maraisi, M. jubbi) sempre provenienti dal Devoniano superiore sudafricano.
Mentzichthys è stato ascritto alla famiglia Rhabdolepididae, comprendente varie specie di pesci attinotterigi arcaici dotati di piccole scaglie; tuttavia sembra che Mentzichthys possedesse varie caratteristiche più basali che lo avvicinerebbero ad altre forme di attinotterigi devoniani, come Mimipiscis e Moythomasia. Un'altra forma affine del Devoniano sudafricano è Namaichthys.